# Liste von The-CW-Sendungen

Logo des Fernsehsenders The CW

Diese Liste von The-CW-Sendungen enthält eine Auswahl aller Sendungen und Serien, die bei The CW ausgestrahlt werden bzw. wurden. Weil das Network aus der Fusion von UPN und The WB hervorging, wurden einige Sendung übernommen.

## Derzeitige Sendungen

### Dramaserien
- seit 2018: All American

### Realityshows
- seit 2011: Penn & Teller: Fool Us
- seit 2013: Whose Line Is It Anyway?
- seit 2014: Masters of Illusion
- seit 2020: World’s Funniest Animals

## Ehemalige Serien

### Dramaserien
- 2006–2007: Eine himmlische Familie (7th Heaven; von 1996 bis 2006 auf The WB)
- 2006–2007: Gilmore Girls (von 2000 bis 2006 auf The WB)
- 2006–2012: One Tree Hill (von 2003 bis 2006 auf The WB)
- 2006: Runaway
- 2006–2011: Smallville (von 2001 bis 2006 auf The WB)
- 2006–2020: Supernatural (von 2005 bis 2006 auf WB)
- 2006–2007: Veronica Mars (von 2004 bis 2006 auf UPN)
- 2007: Hidden Palms
- 2007–2012: Gossip Girl
- 2007–2008: Live is Wild
- 2007–2009: Reaper – Ein teuflischer Job (Reaper)
- 2008–2013: 90210
- 2008–2009: Easy Money
- 2008–2009: Privileged
- 2008–2009: Valentine
- 2009: The Beautiful Life
- 2009–2010: Melrose Place
- 2009–2017: Vampire Diaries (The Vampire Diaries)
- 2010–2011: Hellcats
- 2010–2011: Life Unexpected – Plötzlich Familie (Life Unexpected)
- 2010–2013: Nikita
- 2011–2012: Ringer
- 2011–2012: The Secret Circle
- 2011–2015: Hart of Dixie
- 2012: The L.A. Complex
- 2012–2013: Emily Owens (Emily Owens, M.D.)
- 2012–2016: Beauty and the Beast
- 2012–2020: Arrow
- 2013: Cult
- 2013–2014: The Carrie Diaries
- 2013–2014: The Tomorrow People
- 2013–2017: Reign
- 2013–2018: The Originals
- 2014: Star-Crossed
- 2014–2023: The Flash
- 2014–2019: Jane the Virgin
- 2014–2020: The 100
- 2015: The Messengers
- 2015–2019: IZombie
- 2015–2021: Supergirl
- 2016–2022: Legends of Tomorrow
- 2016: Containment – Eine Stadt hofft auf Rettung (Containment)
- 2017: Valor
- 2017–2023: Riverdale
- 2017–2022: Der Denver-Clan
- 2018–2022: Legacies
- 2018–2022: Charmed
- 2018: Life Sentence
- 2018–2021: Black Lightning
- 2018–2021:The Outpost
- 2018–2021: Burden of Truth
- 2019–2022: In the Dark
- 2019–2023: Nancy Drew
- 2019–2022: Batwoman
- 2019–2022: Roswell, New Mexico
- 2020–2022: Stargirl
- 2021–2024: Walker
- 2021–2022: Legends of the Hidden Temple
- 2021–2023: Kung Fu
- 2021–2022: Killer Camp
- 2021–2022: 4400
- 2021–2024: Superman & Lois
- 2022: Naomi

### Comedyserien
- 2006–2008: Girlfriends (von 2000 bis 2006 auf UPN)
- 2006–2007: Reba (von 2001 bis 2006 auf The WB)
- 2006–2007: All of Us (von 2003 bis 2006 auf UPN)
- 2006–2009: Alle hassen Chris (Everybody hates Chris; von 2005 bis 2006 auf UPN)
- 2006–2009: The Game
- 2007–2008: Aliens in America
- 2010: 18 to Life
- 2015: Dates
- 2015–2019: Crazy Ex-Girlfriend
- 2016–2017: No Tomorrow

### Realityshows
- 2006–2008: Beauty and the Geek (von 2005 bis 2006 auf The WB)
- 2006–2008: SmackDown (WWE Friday Night SmackDown)
- 2007: Online Nation
- 2007–2008: Crowned: The Mother of All Pageants
- 2007–2008: CW Now
- 2007–2008: Pussycat Dolls Present
- 2008: 4Real
- 2008: Farmer Wants a Wife
- 2008: In Harm’s Way
- 2008: Stylista
- 2008–2009: The CW Sunday Night Movie
- 2008–2009: Judge Jeanine Pirro
- 2009: 13: Fear Is Real
- 2009: Hitched or Ditched
- 2009–2010: The Tyra Banks Show
- 2010: High Society
- 2010: Fly Girls
- 2010: Plain Jane
- 2011: Shedding for the Wedding
- 2011: H8R
- 2011–2012: Lifechangers
- 2012: Remodeled
- 2012: The Catalina
- 2012: The Next: Fame Is at Your Doorstep
- 2012–2013: Breaking Pointe – Tanz um dein Leben (Breaking Pointe)
- 2012–2013: Oh Sit!